# لاندزبرگیت
لاندزبرگیت (به انگلیسی: Landsbergit) و (فرمول شیمیایی: Ag5Hg8) با (وزن مخصوص ۳) یکی از کانی‌های بسیار کمیاب می‌باشد. لاندز برگ نام منطقه‌ای در آلمان می‌باشد که به علت استخراج کانیهای مختلف حاوی جیوه بسیار معروف است. اگرچه این کانی دارای فرمول مرکبی می‌باشد اما به علت دارا بودن خصوصیات یک فلز خالص عموماً جزء کانی‌ها محسوب می‌شود.